# Variación de temperatura diurna
La variación de temperatura diurna es un término meteorológico que se relaciona con la variación de la temperatura que ocurre de la máxima del día al frío de las noches.

## Intervalo de temperatura
El intervalo de la temperatura es un factor importante en la variación de temperatura diurna. Cuando la energía solar llega a la superficie de la tierra cada mañana, una ligera capa (1-3cm) de aire directamente por encima del terreno es calentado por conducción. El intercambio de calor entre esta fina capa de aire cálido y el aire más fresco que queda por encima es muy ineficiente. En un cálido día de verano, por ejemplo, las temperaturas del aire podía variar de 30 °F desde justo por encima del terreno al nivel de la cintura. La radiación solar que entraba excede de la energía del calor que sale durante muchas horas después del mediodía. El equilibrio se alcanza normalmente de 3-5 p. m. Pero esto puede verse afectado por una variedad de cosas diferentes como grandes cuerpos de agua, el tipo de suelo y la cubierta, el viento, la cubierta de nubes/vapor de agua y humedad sobre el terreno.

## Diferencias en la variación
Las variaciones en la temperatura diurna son las más grande muy cerca de la superficie de la tierra. Altas áreas del desierto típicamente han tenido las mayores variaciones en la temperatura diurna. Zonas húmedas y bajas tienen la menor. Esto explica por qué una zona como la llanura Snake River Plain puede tener altas temperaturas de 38 °C (100 °F) durante un día de verano, y luego tener temperaturas mínimas de 5-10 °C (40-50 °F). Al mismo tiempo, Washington D. C., que es mucho más húmedo, tiene variaciones de temperaturas de sólo 8 °C (15 °F).

## Viticultura
La variación de temperatura diurna es de particular importancia en la viticultura. Las regiones vinícolas situadas en zonas de gran altitud experimentan el cambio más dramático en la variación de temperatura durante el curso de un día. En las uvas, esta variación tiene el efecto de producir un contenido alto en ácido y azúcar conforme la exposición de las uvas a la luz solar incrementa las cualidades de maduración mientras que una repentina caída en la temperatura por la noche conserva el equilibrio de ácidos naturales en la uva.